# Pomacentrus yoshii
Pomacentrus yoshii là một loài cá biển thuộc chi Pomacentrus trong họ Cá thia. Loài này được mô tả lần đầu tiên vào năm 2004.

## Từ nguyên
Từ định danh được đặt theo tên của thợ lặn Satoshi Yoshii, người đã thu thập mẫu định danh và chụp ảnh loài cá này dưới nước.

## Phạm vi phân bố và môi trường sống
Phạm vi của P. yoshii chỉ giới hạn ở phía nam quần đảo Marshall, được ghi nhận tại đảo san hô Mili và Majuro. P. yoshii sống tập trung gần các rạn đá ngầm và trong đầm phá ở độ sâu từ 2 đến 22 m.

## Mô tả
Chiều dài lớn nhất được ghi nhận ở P. yoshii là 7 cm. P. yoshii có màu vàng tươi tổng thể, vảy cá có các chấm nâu. Vùng mõm và hốc mắt có màu xanh lam hoặc hơi xám. Nhiều chấm xanh ở gáy và nắp mang. Đốm đen lớn bao quanh gốc vây ngực.
Số gai ở vây lưng: 13; Số tia vây ở vây lưng: 13–14; Số gai ở vây hậu môn: 2; Số tia vây ở vây hậu môn: 14–15; Số gai ở vây bụng: 1; Số tia vây ở vây bụng: 5; Số tia vây ở vây ngực: 17–18.